# Ulf Schirmer
Ulf Schirmer (né à Eschenhausen, Bassum Basse-Saxe en 1959) est un chef d'orchestre allemand.

## Biographie
Schirmer a étudié au Conservatoire de Brême, et aussi à la Hochschule für Musik und Theater Hamburg, avec György Ligeti, Christoph von Dohnányi et Horst Stein. Il a travaillé comme assistant de Lorin Maazel et a dirigé des productions du Wiener Staatsoper comme Un re in ascolto de Luciano Berio, de Erwartung d'Arnold Schoenberg, et de Raymonda d'Alexandre Glazounov.
De 1988 à 1991, Schirmer a été Generalmusikdirektor (GMD) de la ville de Wiesbaden, à titre de directeur artistique des concerts symphoniques, de l'opéra et des ballets du Hessisches Staatstheater. Il a dirigé Das Verratene Meer (en) de Hans Werner Henze en 1990. En 1999, il a dirigé la première de l'opéra Tod und Teufel de Gerd  Kühr (en) au Opernhaus Graz. Son autre intervention à l'opéra est la direction de la première mise en scène de Szenen aus dem Leben der Heiligen Johanna (en) de Walter Braunfels, au Deutsche Oper Berlin en 2008.
Schirmer a été nommé professeur à la Hochschule für Musik und Theater Hamburg en 2000, pour l'enseignement de l'analyse musicale et de la dramaturgie musicale. Depuis 2006, il a été chef d'orchestre principal de l'Orchestre de la radio de Munich. Il est prévu que son mandat avec l'orchestre s'achève à la fin de la saison 2016 à 2017.
Depuis 2009, Schirmer est directeur musical général de l'Opéra de Leipzig. Le 23 mars 2011, Ulf Schirmer a été nommé directeur de l'Opéra de Leipzig, et est entré en charge pour un mandat de cinq ans en août 2011. Il a dirigé la première mise en scène à Bayreuth de l'opéra de jeunesse de Wagner Die Feen en 2013.
En dehors de l'Allemagne, Schirmer a été chef d'orchestre principal de l'Orchestre symphonique national du Danemark de 1995 à 1998.

## Enregistrements
Parmi les enregistrements de Schirmer, on trouve :
- Carl Nielsen[6]
  - Maskarade (Decca)
  - Saul en David (Chandos)
- Franz Lehár : Endlich allein (en) (CPO)
- Alban Berg : Lulu (Chandos)
- Richard Strauss
  - Capriccio (Decca)
  - Feuersnot (CPO)[7]
  - Intermezzo (CPO)[8]
- Bohuslav Martinů : La Passion grecque (Koch Schwann)
- Camille Saint-Saëns : Proserpine, Véronique Gens, Proserpine, Marie-Adeline Henry, Angiola, Frédéric Antoune, Sabatino, Flemish Radio Choir, Münchner Rundfunkorchester, Ulf Schirmer dir. 2 CD Palazetto Bru Zane 2017. Diapason Découverte.

Son enregistrement de Des Simplicius Simplicissimus Jugend de Karl Amadeus Hartmann a reçu le ECHO Klassik en 2010 dans la catégorie opéra du 20e/21e siècle. L'œuvre, commandée par le Bayerischer Rundfunk, a été jouée dans sa version initiale reconstituée, avec les solistes Camilla Nylund et Christian Gerhaher.
Autre enregistrement : le concerto pour violon de Max Reger avec en soliste Ulf Wallin.

## Source de la traduction
- (en) Cet article est partiellement ou en totalité issu de l’article de Wikipédia en anglais intitulé « Ulf Schirmer » (voir la liste des auteurs).